# Topspin (Transformers)
 (novembre 2023).
La mise en forme du texte ne suit pas les recommandations de Wikipédia : il faut le « wikifier ».
Les points d'amélioration suivants sont les cas les plus fréquents. Le détail des points à revoir est peut-être précisé sur la page de discussion.
- Les titres sont pré-formatés par le logiciel. Ils ne sont ni en capitales, ni en gras.
- Le texte ne doit pas être écrit en capitales (les noms de famille non plus), ni en gras, ni en italique, ni en « petit »…
- Le gras n'est utilisé que pour surligner le titre de l'article dans l'introduction, une seule fois.
- L'italique est rarement utilisé : mots en langue étrangère, titres d'œuvres, noms de bateaux, etc.
- Les citations ne sont pas en italique mais en corps de texte normal. Elles sont entourées par des guillemets français : « et ».
- Les listes à puces sont à éviter, des paragraphes rédigés étant largement préférés. Les tableaux sont à réserver à la présentation de données structurées (résultats, etc.).
- Les appels de note de bas de page (petits chiffres en exposant, introduits par l'outil «  Source ») sont à placer entre la fin de phrase et le point final[comme ça].
- Les liens internes (vers d'autres articles de Wikipédia) sont à choisir avec parcimonie. Créez des liens vers des articles approfondissant le sujet. Les termes génériques sans rapport avec le sujet sont à éviter, ainsi que les répétitions de liens vers un même terme.
- Les liens externes sont à placer uniquement dans une section « Liens externes », à la fin de l'article. Ces liens sont à choisir avec parcimonie suivant les règles définies. Si un lien sert de source à l'article, son insertion dans le texte est à faire par les notes de bas de page.
- La présentation des références doit suivre les conventions bibliographiques. Il est recommandé d'utiliser les modèles {{Ouvrage}}, {{Chapitre}}, {{Article}}, {{Lien web}} et/ou {{Bibliographie}}. Le mode d'édition visuel peut mettre en forme automatiquement les références.
- Insérer une infobox (cadre d'informations à droite) n'est pas obligatoire pour parachever la mise en page.

Pour une aide détaillée, merci de consulter Aide:Wikification.
Si vous pensez que ces points ont été résolus, vous pouvez retirer ce bandeau et améliorer la mise en forme d'un autre article.
Pour les articles homonymes, voir Top Spin (homonymie).
Topspin est un personnage de l'univers Transformers. C'est un Wreckers de la série Transformers : Generation 1 et du film Transformers 3 : la Face cachée de la Lune
- Nom : Topspin
- Affiliation : Autobots
- Sous-Affiliation : Wreckers
- Protoform : Autobot
- Mode Alternative : Chevrolet Impala NASCAR

## Transformers: Génération 1
Topspin était un Autobots très puissant se transformant en jet cybertronien. Il était l'un des dirigeants des Wreckers avec Ultra Magnus

## Transformers 3: la Face cachée de la Lune
Topspin est un Wrecker, il fait partie des robots de maintenance du Xantium avec Leadfoot et Roadbuster, le vaisseau de transport Autobot. Il en est à bord quand celui-ci est attaqué et détruit par Starscream. Ayant réussi à fuir avec les autres Autobots, Topspin rejoint Chicago pour aider Sam Witwicky. Il tue avec ses frères le conducteur du vaisseau qui s'en prenait à Sam et Epps. À Chicago, les Wreckers affrontent violemment Shockwave avec des tirs à distance. Celui-ci parvient à les repousser. Topspin aide ensuite Optimus Prime à se détacher des fils auxquels il était attaché. Il tue plus tard le Decepticon Devcon avec les autres Wreckers.
Entre le troisième et quatrième opus, Topspin est présumé traqué et tué par Lockdown et l'organisation Cemetery Wind (Vent de Cimetière), tout comme Roadbuster et Wheelie. Car il n'a pas rejoint les derniers Autobots survivants, et que ces derniers disent, à Optimus, être les seuls Autobots encore en vie (donc avant la mort de Ratchet et Leadfoot).

## Transformers 5: Le Dernier Chevalier
Dans Transformers 5 : Le Dernier Chevalier, on découvre que Topspin, ou maintenant aussi appelé Volleybot, a survécu en se cachant à Cuba sous la protection de Seymour Simmons. Dans cet opus, Topspin possède une tête similaire à celle de Leadfoot et il n'a par conséquent plus les énormes pinces au bout des bras. On le voit tout au début du film jouer au ballon avec Roadbuster et, un nouveau Wrecker, Rotorstorm. Après la bataille de Stonehenge, il rejoint les autres Autobots pour rentrer sur Cybertron. 
On suppose qu'il reviendra dans la possible suite avec Roadbuster et Rotorstorm.
Physiquement, Topspin est bleu. Il a des énormes pinces électriques au bout des bras. Il est également le seul Wrecker à ne prononcer aucune réplique de tout le troisième opus. 
Topspin, vu à Cuba avec Simmons, est crédité comme "Volleybot", laissant initialement incertain s'il était censé être Topspin ou non, d'autant plus qu'il porte la tête de Leadfoot. Un sondage ultérieur sur les favoris des fans de Transformers organisé sur le site Web de Transformers Movie a crédité Topspin comme apparaissant à la fois dans Dark of the Moon et The Last Knight, ainsi qu'en utilisant une photo de Volleybot comme photo d'identité, confirmant que ce dernier est bel et bien Topspin.